# Aguilar del Río Alhama
Aguilar del Río Alhama é um município da Espanha
na província e comunidade autónoma de La Rioja, de área 54,12 km² com população de 703 habitantes (2004) e densidade populacional de 12,99 hab/km².

## Demografia
| Variação demográfica do município entre 1991 e 2004 | Variação demográfica do município entre 1991 e 2004 | Variação demográfica do município entre 1991 e 2004 | Variação demográfica do município entre 1991 e 2004 |
| --------------------------------------------------- | --------------------------------------------------- | --------------------------------------------------- | --------------------------------------------------- |
| 1991                                                | 1996                                                | 2001                                                | 2004                                                |
| 728                                                 | 711                                                 | 703                                                 |                                                     |

## Património
- Contrebia Leucade - cidade celtibérica com muralhas, fosso, sistema de esgotos e poços.